# Antoni Kępiński
Antoni Ignacy Tadeusz Kępiński (ur. 16 listopada 1918 w Dolinie, zm. 8 czerwca 1972 w Krakowie) – polski lekarz, psychiatra, naukowiec, humanista i filozof. Jeden z najbardziej znanych polskich lekarzy psychiatrów, uważany za geniusza psychiatrii, twórca koncepcji metabolizmu energetyczno-informacyjnego i psychiatrii aksjologicznej.

## Życiorys
Urodził się w Dolinie k. Stanisławowa. Po ukończeniu szkoły powszechnej im. Adama Mickiewicza w Nowym Sączu kontynuował edukację w Gimnazjum Nowodworskiego w Krakowie. Z racji pełnienia w tymże gimnazjum funkcji prezesa Sodalicji Mariańskiej poznał w tym czasie Karola Wojtyłę. Znajomość ta trwała do śmierci Kępińskiego. Po ukończeniu gimnazjum 5 czerwca 1936 rozpoczął studia medyczne na Wydziale Lekarskim Uniwersytetu Jagiellońskiego, które przerwała II wojna światowa.
Jako ochotnik uczestniczył w kampanii wrześniowej, a następnie został internowany na Węgrzech w mieście Léva (dziś Levice na Słowacji), skąd uciekł po kilku miesiącach. Przedostał się do Francji, gdzie wstąpił do polskich sił zbrojnych. Po kapitulacji Francji trafił do Tuluzy, gdzie korzystając z zasiłków Czerwonego Krzyża uczył się m.in. języków obcych. W obawie przed kolejnym internowaniem postanowił uciec wraz z trzema kolegami do Hiszpanii. Wyruszając z Ax-les-Thermes przeprawili się we wrześniu 1940 roku przez Pireneje do Hiszpanii, posługując się jedynie kompasem. Tam został zatrzymany przez władze hiszpańskie i w 1941 uwięziony w obozie koncentracyjnym Miranda de Ebro. Spędził tam dwa i pół roku w ciężkich warunkach, niemal zupełnie odizolowany od świata, utrzymując jedynie kontakt listowny z rodzicami w Krakowie. 127 zachowanych listów Kępińskiego z tego okresu stanowi dziś ważne źródło do poznania losów Polaków więzionych w tym obozie. Po uwolnieniu w 1943 udał się do Anglii, gdzie przez krótki czas pełnił służbę w Polskich Siłach Zbrojnych.
W 1945 rozpoczął studia na Polskim Wydziale Lekarskim Uniwersytetu Edynburskiego. 29 listopada 1946 po złożeniu przysięgi lekarskiej otrzymał dyplom tegoż uniwersytetu. Do powrotu do Polski (27 lipca 1947) pracował w szpitalach angielskich. Swoje losy związał z Katedrą i Kliniką Psychiatryczną Akademii Medycznej w Krakowie. Do grona jego nauczycieli psychiatrii należał Władysław Stryjeński, którego Kępiński darzył szacunkiem i podzielał jego poglądy na etykę w medycynie. 11 listopada 1947 otrzymał na Uniwersytecie Jagiellońskim (Wydziale Lekarskim) dyplom lekarza, a 22 grudnia 1949 uzyskał stopień doktora medycyny w zakresie psychiatrii (rozprawa pt. Okres zamącenia po wstrząsie elektrycznym, czas jego trwania a typ konstytucjonalny i rasowy, promotor prof. Eugeniusz Brzezicki). W 1952 uzyskał specjalizację drugiego stopnia z psychiatrii. Rozprawa habilitacyjna pt. Odruch orientacyjny w otępieniu organicznym przyniosła mu stopień naukowy docenta nadany 13 maja 1960 przez Radę Wydziału Lekarskiego AM w Krakowie, który został zatwierdzony 19 stycznia 1962. Od 1 października 1969 pełnił obowiązki kierownika Katedry i Kliniki Psychiatrycznej AM w Krakowie. Profesorem nadzwyczajnym został mianowany 15 marca 1972, gdy był już bardzo schorowany na szpiczaka mnogiego. Na krótko przed śmiercią w 1972 został mianowany profesorem tej katedry. Jego uczniem był Zdzisław Jan Ryn, jeden z najwytrwalszych kustoszów spuścizny i propagatorów myśli Kępińskiego.
Antoni Kępiński zajmował się również problematyką medyczną, psychologiczną i socjologiczną czasu wojny i okupacji, szczególnie sytuacją więźniów obozów koncentacyjnych. Opisał syndrom KZ (zespół obozu koncentracyjnego). W 1950 wraz z Mieczysławem Choynowskim zorganizował Pracownię Psychologiczną w Szpitalu Klinicznym w Kobierzynie. Była to pierwsza tego typu (w warunkach szpitalnych) pracownia w Polsce. Ponadto Kępiński przez szereg lat przyjmował pacjentów na Oddziale Dziennym przy Wojewódzkiej Przychodni Zdrowia Psychicznego, należącej do szpitala w Kobierzynie.
Odznaczony został odznaką honorową „Za wzorową pracę w służbie zdrowia” (14 maja 1970), Złotym Krzyżem Zasługi (13 lipca 1971), Krzyżem Kawalerskim OOP (22 marca 1972) i Orderem Uśmiechu I Klasy.
Miał żonę Jadwigę i siostrę Łucję. W ostatnich latach towarzyszył mu też ukochany kot Antoś, zwany Dializkiem.
Został pochowany 10 czerwca 1972 na Cmentarzu Salwatorskim w Krakowie (sektor SC10-9-49). Celebransem na pogrzebie był ówczesny metropolita krakowski, kardynał Karol Wojtyła.

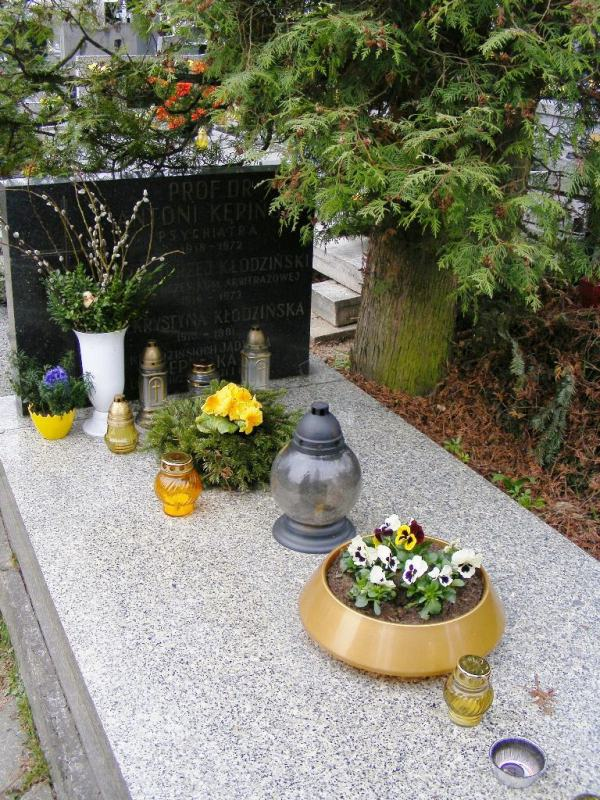
Grób Kępińskiego na cmentarzu Salwatorskim w Krakowie (2010)

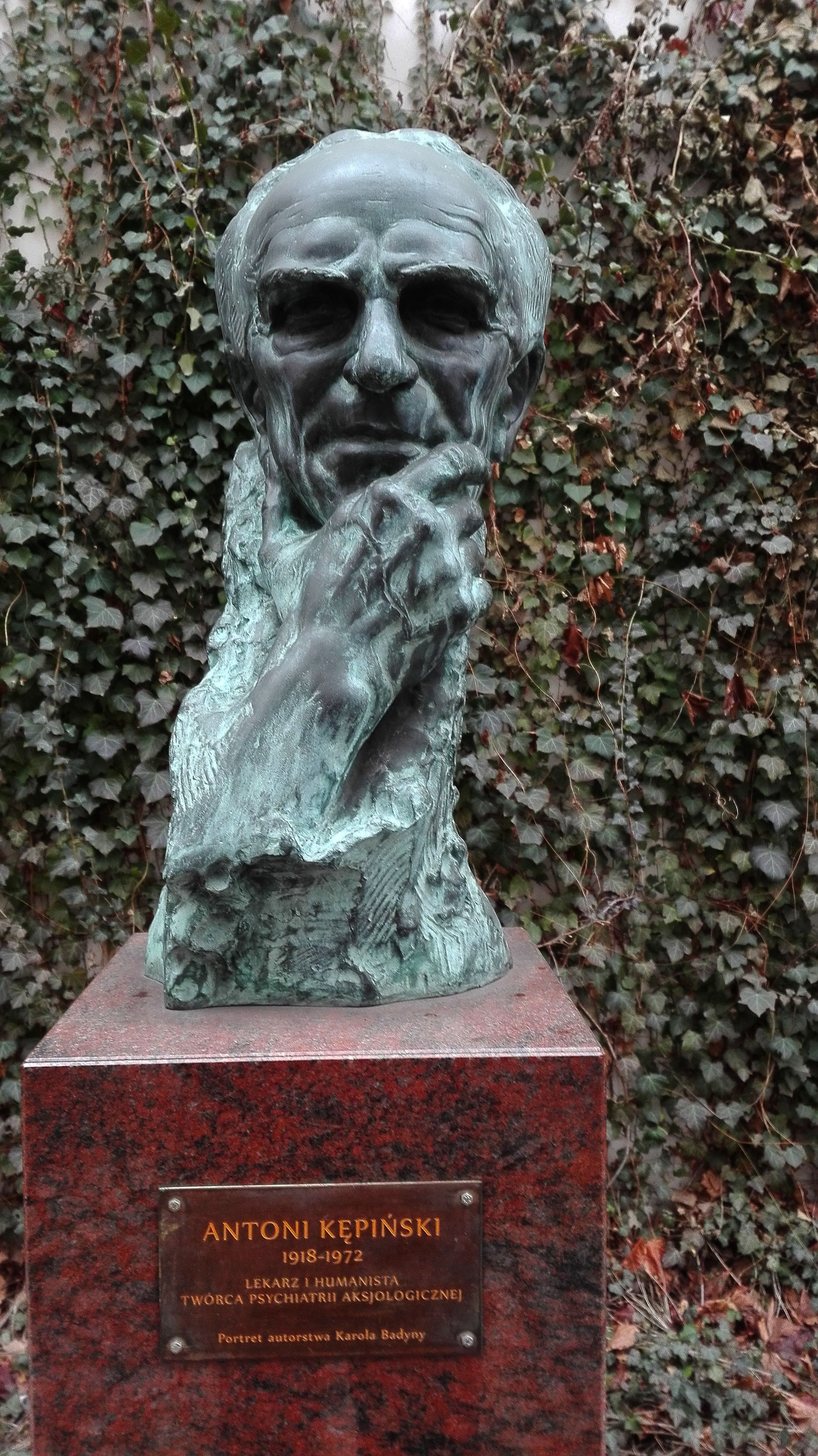
Pomnik Antoniego Kępińskiego w Krakowie

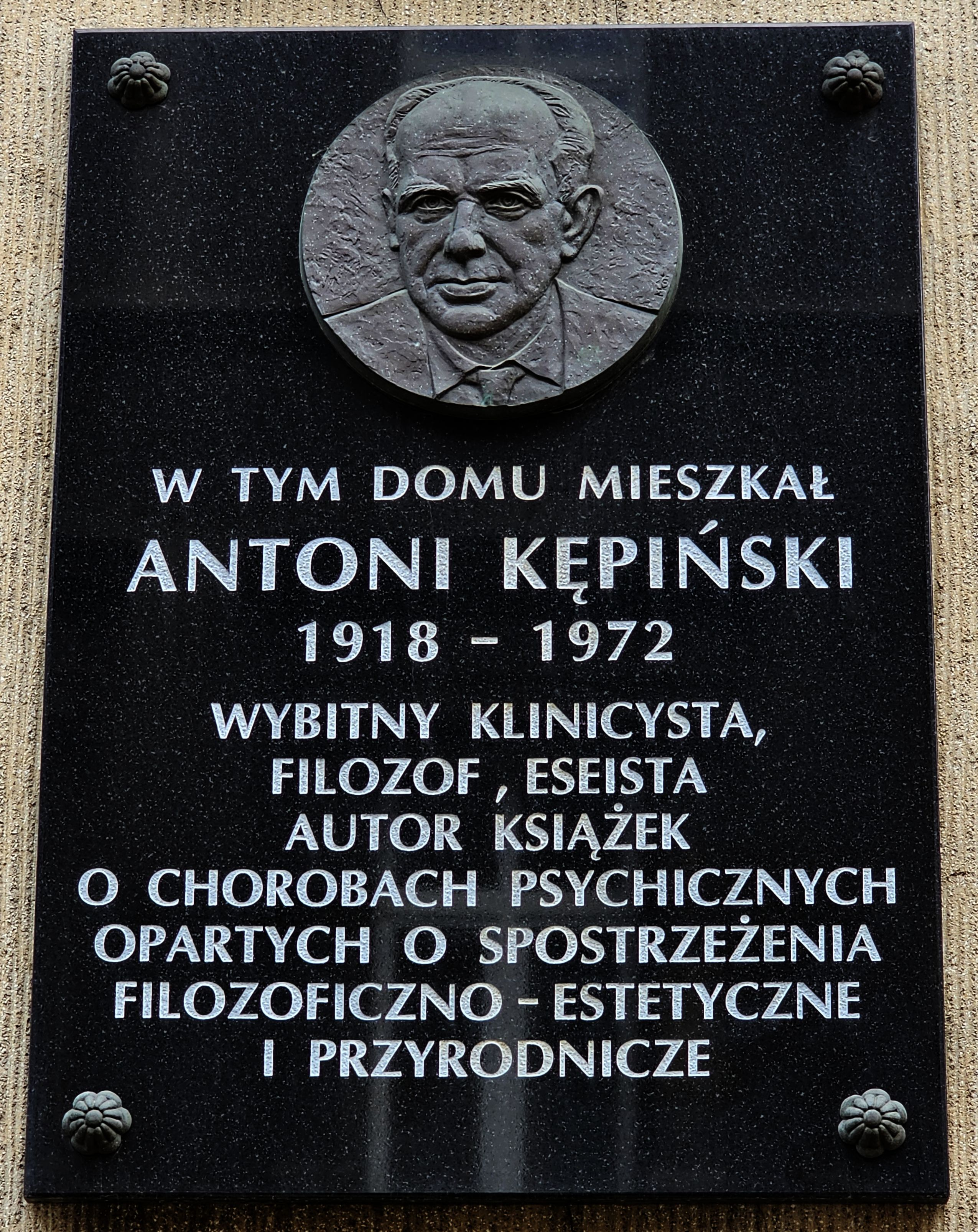
Tablica pamięci, ul. Warszawska 1 w Krakowie

## Dokonania i poglądy

### Wszechstronność
Kępiński był eklektykiem, co wiązało się z wielostronnością jego zainteresowań i dostrzeganą potrzebą uzupełnienia wiedzy psychiatrycznej danymi pochodzącymi z innych dyscyplin naukowych (biologii, neurofizjologii, biocybernetyki, psychologii, socjologii, filozofii, etyki). Uważał, że etiologia zaburzeń psychicznych jest wieloczynnikowa, dlatego zadaniem psychiatrii jest nie tylko odkrycie czynników etiologicznych, ale również ustalenie hierarchii ich ważności. Zauważał przy tym, że na współczesnym mu etapie rozwoju psychiatrii jest to trudne zadanie.

### Psychoterapia, psychoterapeuta
Był prekursorem psychoterapii indywidualnej i grupowej w Polsce. Psychoterapię uznawał za integralną część psychiatrii. Psychoterapia służy przełamywaniu i likwidowaniu chaosu i bezładu tkwiącego w strukturach systemu psychicznego jednostki, przede wszystkim w systemie wartości. Przypisywał szczególną rolę osobowości psychoterapeuty w procesie terapeutyczno-diagnostycznym oraz relacjom emocjonalnym (ich jakości i intensywności oraz kierunku): pacjent (klient) – terapeuta. Relacje te winny mieć charakter poznawczy i emocjonalny ukierunkowany na cel, jakim jest odkrycie i ukazanie obrazu pacjenta i możliwości jego rozwoju. Kępiński sformułował postulaty określające dobrego psychoterapeutę (dobrego psychiatrę): pozbawiony postawy pseudonaukowej, tzn. takiej, która zmierza do uprzedmiotowienia pacjenta, traktowania go jako przypadku, górowania nad nim; pozbawiony maski, czyli tłumienia swoich stanów emocjonalnych i spontanicznych reakcji; pozbawiony postawy oceniającej, wartościującej moralnie pacjenta. Jako cechy znaczące wymieniał: wiarę w wyleczenie pacjenta, cierpliwość, zdolność rozumienia chorego (empatię), umiejętność zdobywania zaufania. Podkreślał, że „najlepszą szkołą psychiatrii” jest bezpośredni kontakt i partnerski dialog z pacjentem.

### Istota schizofrenii
Według Kępińskiego istotą schizofrenii jest odwrócenie hierarchii wartości. To co jednostkowe i osobiste traci ważność, a pierwszoplanowe stają się sprawy ostateczne: istota bytu, koncepcja człowieka i wszechświat (nurt ontologiczny); apokaliptyczne wizje końca świata, zaciętych walk między stronnikami dobra i zła, raj, piekło, niebo, wojny, kataklizmy (nurt eschatologiczny); poszukiwanie istotnego sensu życia ludzkiego, odczuwanie poczucia mocy, wszechwładności, nieśmiertelności (nurt charyzmatyczny).

### Swoistość badania psychiatrycznego
Antoni Kępiński postulował odmienność badania psychiatrycznego od badania wykonywanego przez innych lekarzy specjalistów. Według niego różnice pojawiają się już przy określaniu celu badania, jakim jest postawienie konkretnej diagnozy, ponieważ jest to w psychiatrii zwyczajnie niemożliwe, rozpoznanie może się bowiem opierać na różnych kryteriach diagnostycznych. Diagnoza jest często sprawą umowną, pozwala określić jednym słowem zespół objawów osiowych mogących wystąpić u pacjenta, przez co ułatwia komunikację między psychiatrami.
Kolejnym aspektem jest brak pewności, którą powinno dać lekarzowi psychiatrii postawienie rozpoznania. W przeciwieństwie do innych lekarzy specjalistów w większości przypadków nie zna on etiologii, patogenezy czy typowego obrazu klinicznego, który może być różny u poszczególnych pacjentów z tym samym schorzeniem. Poza tym leczenie farmakologiczne jest raczej oparte na rozpoznaniu objawowym niż na rozpoznaniu nozologicznym. Z tego względu mimo postawienia diagnozy psychiatra wciąż pozostaje skazany na niepewność i wątpliwości.
Sam proces diagnostyczny w psychiatrii jest w zasadzie nieskończony. Podstawą rozpoznania jest poznanie chorego, jego sposobu myślenia, odczuć, wartości, którymi się kieruje. Nawet stosując długoterminowe metody diagnostyczne (np. psychoanalizę) całkowite poznanie drugiego człowieka jest zadaniem niewykonalnym. Mimo to kolejne informacje o pacjencie uzyskiwane w miarę postępów tego procesu zmuszają lekarza do spojrzenia na chorego z różnych punktów widzenia oraz sukcesywnego poddawania rewizji wcześniej poczynionych spostrzeżeń.
Także same narzędzia używane przez psychiatrów w procesie diagnostyki nie są tak ściśle określone, jak w innych dziedzinach medycyny. Lekarz psychiatrii ma dużą swobodę w dobieraniu odpowiednich metod badawczych. Różnorodność schorzeń, z jakimi może mieć do czynienia wręcz wymaga od niego elastyczności i częstej zmiany sposobu podejścia nawet w stosunku do tego samego pacjenta. Znamienne jest także, iż efektywność poznania zależy w dużej mierze od cech samego badającego: taktu, łatwości kontaktu z otoczeniem, doświadczenia życiowego i posiadanej wiedzy fachowej. Wysoce niewskazane jest konstruowanie sztywnych schematów, świetnie działających w przypadku innych dziedzin medycyny. W przypadku psychiatry zastosowanie tzw. chwytów badawczych, polegających na zadawaniu podchwytliwych pytań mających wykryć u chorego halucynacje, określić jego orientację czy inteligencję może go jedynie w oczach pacjenta ośmieszyć.
Kępiński wyróżnił także dwa rodzaje poznania: przyrodnicze i humanistyczne. Pierwszy z nich opiera się na relacji podmiot-przedmiot, gdzie nietykalny obserwator (podmiot) może wpływać na obserwowany obiekt (przedmiot), lecz relacja ta nie może zajść w drugą stronę. Poznanie humanistyczne zakłada relację podmiot-podmiot, w której wzajemne oddziaływania mogą zachodzić w obydwie strony, a poznanie odbywa się przy pomocy intuicji, a nie obserwacji, przez co jest bardziej pierwotne. Idealna relacja psychiatra-pacjent powinna stanowić syntezę tych dwóch podejść. Antoni Kępiński postulował wytworzenie przez lekarza w sobie „trzeciego obserwatora”, który z dystansu obserwuje reakcje emocjonalne zarówno badanego, jak i badającego i traktuje ich przeżycia jako przedmiot swoich badań.

## Publikacje
Napisał ponad 140 prac. Najbardziej znane jego książki:
- Refleksje oświęcimskie (1968, następne wyd. 2005)
- Psychopatologia nerwic (1972, następne wyd.: 1973, 1979, 1986, 2002, 2005, 2007, 2009, 2017), przekład na jęz. rosyjski (1975)
- Rytm życia (1972, następne wyd.: 1973, 1978, 1983, 1992, 1993, 1994, 2000, 2001, 2004, 2008, 2012, 2015), przekład na jęz. czeski (1986)
- Schizofrenia (1972, następne wyd.: 1974, 1979, 1981, 1992, 2001, 2003, 2005, 2006, 2007, 2008, 2009, 2010, 2012, 2013, 2015)
- Z psychopatologii życia seksualnego (1973, następne wyd.: 1982, 1988, 1993, 1994, 2003, 2007)
- Melancholia (1974, następne wyd.: 1979, 1985, 1993, 1996, 2001, 2003, 2004, 2014)
- Psychopatie (1977, następne wyd.: 1988, 1992, 1993, 2002, 2003, 2004, 2007, 2013, 2014, 2017)
- Lęk (1977, następne wyd.: 1987, 1992, 1995, 2002, 2004, 2005, 2007, 2009, 2012, 2017)
- Podstawowe zagadnienia współczesnej psychiatrii (1978, następne wyd. 2003)
- Poznanie chorego (1978, następne wyd.: 1989, 2002, 2004, 2005, 2007, 2009, 2013, 2016), przekład na jęz. rosyjski (1998)
- Poznaj siebie. Poradnik według Antoniego Kępińskiego, wybór i układ Lucyna Kowalik (2003, 2005, 2006)
- Poradnik według Antoniego Kępińskiego. Jak leczyć i poznawać człowieka?, wybór i układ Lucyna Kowalik (2005)

Pisma humanistyczne Kępińskiego zostały wydane pośmiertnie w kilku tematycznych tomach pod redakcją Zdzisława Jana Ryna:
- Autoportret człowieka (myśli, aforyzmy) (1992, następne wyd.: 1993, 1997, 1998, 2001, 2003, 2007, 2015)

- Antoni Kępiński – Samarytanin naszych czasów (wybór tekstów) (1997)
- Elementarz Antoniego Kępińskiego dla zdrowego i chorego czyli Autoportret człowieka (2002)
- Psychiatria humanistyczna. Kompendium (2003)
- Dekalog Antoniego Kępińskiego (2004, 2006)